# The Essential Judas Priest
The Essential Judas Priest è una raccolta dei Judas Priest, pubblicata l'11 aprile 2006.

## Tracce

### Disco 1
1. "Judas Rising" - 3:52
2. "Breaking the Law" - 2:35
3. "Hell Bent for Leather (Tipton) - 2:40
4. "Diamonds & Rust" (Joan Baez) - 3:26
5. "Victim of Changes" (Al Atkins, Halford, Downing, Tipton) - 7:47
6. "Love Bites" - 4:47
7. "Heading Out to the Highway" - 3:45
8. "Ram it Down" - 4:48
9. "Beyond the Realms of Death" (Halford, Les Binks) - 6:51
10. "You've Got Another Thing Comin'" - 5:09
11. "Jawbreaker" - 3:25
12. "A Touch of Evil" (Halford, Downing, Tipton, Chris Tsangarides) - 5:54
13. "Delivering the Goods" - 4:16
14. "United" - 3:35
15. "Turbo Lover" - 5:33
16. "Painkiller" - 6:06
17. "Metal Gods" - 4:04

### Disco 2
1. "The Hellion" - 0:41
2. "Electric Eye" - 3:39
3. "Living After Midnight" - 3:30
4. "Freewheel Burning" - 4:42
5. "Exciter" (Halford, Tipton) - 5:33
6. "The Green Manalishi (With the Two Pronged Crown)" (Peter Green) - 4:42
7. "Blood Red Skies" - 7:05
8. "Night Crawler" - 5:44
9. "Sinner" (Halford, Tipton) - 6:43
10. "Hot Rockin'" - 3:17
11. "The Sentinel" - 5:04
12. "Before the Dawn" - 3:23
13. "Hell Patrol" - 3:37
14. "The Ripper" (Tipton) - 2:50
15. "Screaming for Vengeance" - 4:43
16. "Out in the Cold" - 6:27
17. "Revolution" - 4:42

## Formazione
- Rob Halford: Voce
- Glenn Tipton: Chitarra
- K.K. Downing: Chitarra
- Ian Hill: Basso
- Scott Travis: Batteria (1, 12, 16 Disco 1;   8, 13, 17 Disco 2).

Altri
- Dave Holland: Batteria (2, 6, 7, 8, 10, 11, 14, 15, 17 Disco 1;   1, 2, 3, 4, 7, 10, 11, 15, 16 Disco 2).
- Les Binks: Batteria (3, 9, 13 Disco 1;   5, 6, 12 Disco 2).
- Simon Phillips: Batteria (4 Disco 1;   9 Disco 2).
- Alan Moore: Batteria (5 Disco 1;   14 Disco 2).
- Don Airey (studio): Tastiere (12 Disco 1)